# Hans Carl Artmann
Hans Carl Artmann també conegut com a Ib Hansen (Viena, 12 de juny de 1921 - Viena, 4 de desembre de 2000) fou un escriptor austríac.
Va guanyar diversos premis per les seves obres, incloent el Gran Premi Estatal austríac el 1974, el títol de doctor honorari de la Universitat de Salzburg en 1991 i el Georg-Büchner Preis de literatura l'any 1997.
També va traduir un volum de l'Asterix a la llengua Vienesa, Da Legionäa Asterix, (1999).
H. C. Artmann va morir d'un atac de cor el 4 de desembre del 2000 a Viena.

## Obres
- Achtundachtzig: ausgewählte Gedichte (1996) ISBN 3-7017-1009-0
- Der aeronautische Sindtbart : oder, Seltsame Luftreise von Niedercalifornien nach Crain (1975) ISBN 3-423-01067-3
- Allerleirausch: neue schöne Kinderreime (1978) ISBN 3-921499-22-4
- Angus; Olive Jones (1974) ISBN 0-416-80470-5
- Artmann, H.C., Dichter: ein Album mit alten Bildern und neuen Texten; editat per Jochen Jung (1986) ISBN 3-7017-0455-4
- Aus meiner Botanisiertrommel: Balladen u. Naturgedichte (1975) ISBN 3-7017-0134-2
- The Best of H.C. Artmann; editat per Klaus Reichert (1975) ISBN 3-518-36775-7
- Christopher und Peregrin und was weiter geschah : ein Bären-Roman in drei Kapiteln; amb Barbara Wehr (1975)
- Drakula, Drakula. Ein transsylvanisches Abenteuer; amb Uwe Brenner (1966)
- Die Fahrt zur Insel Nantucket; Teatre (1969)
- Die Sonne war ein grünes Ei ('El sol era un ou verd', 1982)
- Fleiss und Industrie (1989) ISBN 3-518-01691-1
- Frankenstein in Sussex (1974) ISBN 3-88010-009-8
- Gedichte über die Liebe und über die Lasterhaftigkeit ('Poesies sobre l'amor i sobre la immoralitat', 1975) ISBN 3-518-01473-0
- Gedichte von der Wollust des Dichtens in Worte gefasst (1989) ISBN 3-7017-0568-2
- Gesammelte Prosa; edited by Klaus Reichert, 4 volumes (1997) ISBN 3-7017-1094-5
- Gesänge der Hämmer (1996) ISBN 3-7013-0931-0
- Goethe trifft Lilo Pulver und wandert mit ihr durch den Spessart zum Schloss Mespelbrunn (1996) ISBN 3-927480-35-5
- Grammatik der Rosen: gesammelte Prosa; editat per Klaus Reichert, 3 volums ('Gramàtica de les roses', 1979) ISBN 3-7017-0221-7
- Grünverschlossene Botschaft. 90 Träume (1967)
- H.C. Artmann: ich bin Abenteurer und nicht Dichter: aus Gesprächen mit Kurt Hofmann (2001) ISBN 3-85002-465-2
- Hans-Christof Stenzel's POEtarium (1991)
- Der Herr Norrrdwind: ein Opernlibretto (2005) ISBN 3-7017-1410-X
- How much, Schatzi? (1971)
- Ich brauch einen Wintermantel etz.: Briefe an Herbert Wochinz; editat per Alois Brandstetter (2005) ISBN 3-902144-92-0
- Im Schatten der Burenwurst: Skizzen aus Wien (1983) ISBN 3-7017-0329-9
- Die Jagd nach Dr. U.: oder, Ein einsamer Spiegel, in dem sich der Tag reflektiert (1977) ISBN 3-7017-0166-0
- Kleinere Taschenkunststücke. Fast eine Chinoiserie (1973) ISBN 3-88010-000-4
- Eine Lektion in Poesie wird vorbereitet (1998) ISBN 3-85420-490-6
- Ein lilienweisser Brief aus Lincolnshire: Gedichte aus 21 Jahren; editat per Gerald Bisinger (1969)
- Nachrichten aus Nord und Süd (1978) ISBN 3-7017-0196-2
- Ompül (1974) ISBN 3-7608-0338-5 OCLC 1802375
- Das Prahlen des Urwaldes im Dschungel (1983) ISBN 3-88537-057-3
- The quest for Dr. U, or, A solitary mirror in which the day reflects; Malcolm Green & Derk Wynand (1993) ISBN 0-947757-56-2
- Der Schlüssel zum Paradies: religiöse Dichtung der Kelten (1993) ISBN 3-7013-0744-X
- Die Sonne war ein grünes Ei: von der Erschaffung der Welt und ihren Dingen (1982) ISBN 3-7017-0300-0
- Das Suchen nach dem gestrigen Tag; oder, Schnee auf einem heissen Brotwecken : Eintragungen e. bizarren Liebhabers (1978) ISBN 3-442-07013-9
- Unter der Bedeckung eines Hutes. Montagen u. Sequenzen (1974) ISBN 3-7017-0097-4
- Verbarium. Gedichte (1966)
- Von einem Husaren, der seine guldine Uhr in einem Teich oder Weiher verloren, sie aber nachhero nicht wiedergefunden hat (1990) ISBN 3-7013-0776-8
- Die Wanderer (1979) ISBN 3-921499-24-0
- Was sich im Fernen abspielt: gesammelte Geschichteneditat per Hans Haider (1995) ISBN 3-7017-0899-1
- Wer dichten kann ist Dichtersmann: eine Auswahl aus dem Werk; editat per Christina Weiss and Karl Riha (1986) ISBN 3-15-008264-1
- Yeti; oder, John, ich reise ...; with Rainer Pichler and Hannes Schneider (1970)
- Der zerbrochene Krug: nach Heinrich von Kleist (1992) ISBN 3-7017-0784-7